# Niki Lindroth von Bahr
Niki Lindroth von Bahr (* 14. Februar 1984 in Stockholm) ist eine schwedische Regisseurin und Animatorin.

## Leben
von Bahr wuchs in Stockholm auf und begann mit 18 Jahren eine Lehre bei Puppenbauer Arne Högsander (in dessen Werkstatt u. a. die Puppen für Fanny und Alexander gefertigt wurden). Während ihres Studiums an der Nordic School of Scenography in Skellefteå begann sie im Rahmen ihrer Abschlussarbeit (A night in Moscow) die Arbeit als Animatorin, welche zudem beim Göteborg International Film Festival 2007 gezeigt wurde. Eine zweijährige Fortbildung an der Animation Academy in Stockholm ermöglichte ihr den Dreh ihres nächsten Films Tord and Tord, mit dem sie 2010 erneut auf das Göteborg Film Festival eingeladen wurde und welcher stilbildend für ihre zukünftigen Stop-Motion-Produktionen war.
In der Folge nahm sie ihr Masterstudium an der Royal Institute of Art in Stockholm auf, welches sie 2016 abschloss. Ihr 2014 erschienener Kurzfilm Bath House entstand während dieser Zeit und wurde ebenfalls auf zahlreichen Festivals gezeigt (u. a. auf dem Sundance und dem Annecy). Ihr 2017 nach mehr als zweijähriger Arbeit erschienener Film The Burden erhielt zahlreiche Preise auf renommierten Festivals, darunter den Cristal Award auf dem Annecy Festival und ist mit bis heute über 50 Auszeichnungen einer der erfolgreichsten schwedischen Kurzfilme.
2020 wurde sie in die Academy of Motion Picture Arts and Sciences aufgenommen, die jährlich die Oscars vergibt. Im gleichen Jahr wurde bekannt, dass sie neben Paloma Baeza sowie Marc James Roels und Emma de Swaef im Auftrag für Nexus Studius und Netflix Regie bei einer Episode für den Stop-Motion-Episodenfilm The House führt.
In ihren Filmen verwendet van Bahr in der Regel anthropomorphe, teils bedrohte oder ausgestorbene Tiere als Hauptcharaktere, um dem Zuschauer einen gewisse Distanz zu den oft sozialkritischen und politischen Themen zu geben.

## Filmografie (Auswahl)
- 2006: A night in Moscow (En natt i Moskva) (Kurzfilm)
- 2007: Tord and Tord (Kurzfilm)
- 2014: Bath House (Simhall) (Kurzfilm)
- 2017: The Burden (Min Börda) (Kurzfilm)
- 2019: Something to Remember (Något att minnas) (Kurzfilm)
- 2022: The House (Kapitel II – Verloren ist die Wahrheit, die nicht errungen werden kann)